# Giancarlo Esposito
Pour les articles homonymes, voir Esposito.
Giancarlo Esposito, né le 26 avril 1958 à Copenhague, au Danemark, est un acteur, réalisateur et producteur de cinéma américain.
Il se fait connaître dans les années 1980 et 1990 pour ses rôles dans des films comme The King of New York (1990) et Usual Suspects (1995), ainsi que pour ses collaborations avec le réalisateur Spike Lee, apparaissant dans School Daze (1988), Do the Right Thing (1989), Mo' Better Blues (1990) et Malcolm X (1992).
Il connaît une forte popularité à la fin des années 2000 grâce au rôle du trafiquant de méthamphétamine Gustavo « Gus » Fring dans la série télévisée Breaking Bad (2009-2011), puis dans le dérivé Better Call Saul (2017-2022). Le succès de la première série lui permet d'apparaître dans plusieurs productions, dont Once Upon a Time (2011-2017), Le Labyrinthe : La Terre brûlée (2015), Money Monster (2016), The Get Down (2016-2017), Okja (2017) ou encore la série Dear White People (2017-2019).
Durant le tournage du pilote de la série Revolution (2012-2014), il fait la rencontre de Jon Favreau qui lui offre plusieurs rôles par la suite, dont celui du loup Akela dans Le Livre de la jungle (2016) ou encore celui de Moff Gideon (en), principal antagoniste de The Mandalorian (2019-), la première série en prise de vues réelles de l'univers Star Wars. En parallèle à cette dernière, il incarne trois autres rôles majeurs issus de trois séries différentes : Stan Edgar dans l'adaptation du comics The Boys (2019-), l'homme politique Adam Clayton Powell Jr. dans Godfather of Harlem (2019-) et Lex Luthor dans la série d'animation Harley Quinn. Cantonné aux rôles de méchants, il prête sa voix au Fantôme noir dans le reboot de 2017 de DuckTales (2020-2021), au dictateur Anton Castillo dans le jeu vidéo Far Cry 6 (2021), personnage qui reprend également ses traits du visage, ainsi qu'à Faraday dans Cyberpunk: Edgerunners (2022).
Il est également le réalisateur des films  Gospel Hill (en) (2008) et This Is Your Death (en) (2017).

## Biographie

### Jeunesse
Giancarlo Esposito est né à Copenhague d'un père italien et d'une mère afro-américaine. Son père vient de Naples et travaillait en tant que charpentier et machiniste. Sa mère était une chanteuse d'opéra.
La famille Esposito vivait en Europe jusqu'à ce qu'elle déménage à Manhattan alors que Giancarlo était âgé de 6 ans.

### Carrière
En 1983, il apparaît brièvement dans le film Un fauteuil pour deux avec Eddie Murphy.
De 1988 à 1992, il apparaît dans quatre films du réalisateur Spike Lee : School Daze (1988), Do the Right Thing (1989), Mo' Better Blues (1990) et Malcolm X (1992).
En 2009, il incarne le trafiquant de méthamphétamine Gustavo « Gus » Fring dans la deuxième saison de la série à succès Breaking Bad, rôle qu'il tient jusqu'au dernier épisode de la quatrième saison diffusé en 2011,. Pour compenser le départ de l'acteur Raymond Cruz indisponible pour reprendre le rôle de Tuco Salamanca dans la saison, les scénaristes ont créé le personnage de Gus Fring, un « homme d'affaires boutonné, de sang-froid et à la voix douce » à l'opposé de Tuco Salamanca. Son personnage est le manager d'une chaîne de restaurants de poulets décrit comme « très admirable, très poli » mais qui semble cacher un secret, son secret étant qu'il tue tous ses collaborateurs à la fin de leurs contrats (dont Walter s'il ne l'avait pas tué avant) ; le personnage n'étant pas totalement défini au départ. Giancarlo Esposito apparaît comme invité dans deux épisodes de la saison, dont le final et décide de rendre le personnage « très discret […] très bon auditeur »,. Les producteurs souhaitent que l'acteur revienne dans les mêmes conditions pour la troisième saison, ce que l'intéressé refuse, souhaitant faire complètement partie de la série. Il déclare en 2011 : « Je voulais créer un personnage qui devienne intrinsèque à la série. Et leur écriture m'a inspiré à réfléchir, à créer quelqu'un de menaçant, poignant, poli. Gus parle avec ses yeux. Je n'ai pas utilisé le mot « méchant » pour décrire Gus »,. L'acteur se sert notamment des techniques de yoga pour retranscrire le calme du personnage. Giancarlo Esposito apparaît dans onze épisodes de la saison suivante, puis dans tous les épisodes[réf. nécessaire] de la quatrième saison.
En février 2012, Giancarlo Esposito est annoncé à la distribution du pilote de la série post-apocalyptique Revolution de la chaîne NBC, créée par Eric Kripke et produite par J.J. Abrams. L'épisode est réalisé par Jon Favreau qui le fera jouer à plusieurs reprises par la suite. La série est annulée en mai 2014 au bout de deux saisons.
En 2014, il participe à une publicité réalisée par Jon Favreau qui sert à la promotion du jeu de tir à la première personne Destiny de Bungie Studios.
En 2016, il prête sa voix au loup Akela dans la nouvelle adaptation par Jon Favreau du roman Le Livre de la jungle, succédant ainsi à John Abbott, l'interprète du personnage dans l'adaptation animée de 1967.
En 2017, il joue dans le film Okja de Bong Joon-ho. La même année, il reprend le rôle de Gustavo « Gus » Fring dans la troisième saison du dérivé Better Call Saul. Il campe le personnage jusqu'à la fin de la série diffusée en 2022.
En 2018, l'acteur est invité dans le deuxième épisode de la deuxième saison du western de science-fiction Westworld diffusé sur la chaîne HBO. Il joue le rôle du nouvel hôte d'El Lazo, un pistolero androïde ayant un passé commun avec l'Homme en noir incarné par Ed Harris.
L'année 2019 est une année riche pour le comédien qui obtient quatre rôles de méchants réguliers dans quatre séries. Il est dans un premier temps Stan Edgar, le PDG de Vought International dans l'adaptation du comics The Boys. Puis, on le voit dans la peau de Moff Gideon (en) dans The Mandalorian, la première série en prise de vues réelles de l'univers Star Wars. Il s'agit de sa quatrième collaboration avec Jon Favreau.
Dans cette série qui se déroule entre les films Star Wars, épisode VI : Le Retour du Jedi et Star Wars, épisode VII : Le Réveil de la Force, Giancarlo Esposito interprète un personnage qui était « un gardien de l'univers. Il était au pouvoir avant que [l'Empire] ne s'effondre ». Il explique « Vous ne savez pas s'il est bon ou mauvais… mais c'est certainement un gars qui a de l'ordre dans sa vie ».
Puis, on le voit jouer le politicien corrompu Adam Clayton Powell Jr. dans la série Godfather of Harlem centrée sur le gangster Ellsworth Johnson. Enfin, il prête sa voix au méchant de DC Comics Lex Luthor dans la série d'animation Harley Quinn. Il revient en 2020 et en 2022 dans un épisode des saisons deux et trois,.
En 2020 et 2021, il prête sa voix à l'emblématique Fantôme noir dans la troisième saison du reboot de 2017 de La Bande à Picsou.
En juillet 2020, la présence de l'acteur dans le sixième volet de la franchise vidéoludique Far Cry prévu pour l'année d'après fuite. Dans cette production Ubisoft, l'acteur prête sa voix et son visage à l'antagoniste du jeu, Anton « El Presidente » Castillo, un dictateur d'une île des Caraïbes. L'acteur suit ainsi le même parcours que d'autres grands noms qui ont récemment rejoint l'industrie du jeu vidéo comme Keanu Reeves ou Norman Reedus. Le directeur narratif Nacid Khavari explique que le personnage « a des motivations complexes et on [le studio] essaye de faire en sorte que les joueurs puissent avoir de l’empathie pour lui. Il veut parvenir à ses fins par tous les moyens, mais il a aussi un fils à élever ». Ce dernier est joué par le jeune acteur Anthony Gonzalez. L'acteur explique la principale difficulté du média : « Les défis sont de créer ce monde virtuellement dans votre propre imagination […] C'était, pour moi, le plus grand défi »,. Pour ce qui est de l'interprétation de son personnage, il puise dans certains traumatismes de son enfance : « Il y a tout ce morceau d'histoire sur son enfance. J'ai tiré de mon histoire d'enfance certains traits de ce petit garçon qui, je pense, cherche toujours à être accepté. Je voulais être à la hauteur de ce que mon père pensait que je devrais être. Ma mère voulait que je sois un chanteur d'opéra. Il y a une partie de ce petit garçon qui a dû avoir du courage, être brave et qui a débuté dans le théâtre musical. »,. Il reprend le rôle en 2023 pour les besoins d'une fiction audio, disponible sur Audible, se déroulant avant les événements du jeu.
En 2022, il prête sa voix au fixer Faraday dans la version anglophone de la série d'animation Netflix Cyberpunk: Edgerunners qui se déroule dans le même univers que celui du jeu vidéo futuriste dystopique Cyberpunk 2077 du studio polonais CD Projekt.

## Filmographie

### Acteur

#### Cinéma

##### Films
- 1970 : Et Salammbo? : [Qui ?] (voix)
- 1979 : Le Vainqueur (Running) : Puerto Rican Teenager
- 1981 : Taps de Harold Becker : J.C. Pierce
- 1983 : Un fauteuil pour deux (Trading Places) de John Landis : un détenu
- 1983 : Enormous Changes at the Last Minute : Julio
- 1984 : Cotton Club (The Cotton Club) de Francis Ford Coppola : Bumpy Hood
- 1985 : Recherche Susan désespérément (Desperately Seeking Susan) : le vendeur dans la rue
- 1986 : Maximum Overdrive de Stephen King : le joueur de jeux vidéo
- 1987 : Heartbeat (vidéo) : membre du gang #1
- 1987 : Sweet Lorraine : Howie
- 1988 : Classe tous rires (School Daze) : Julian
- 1989 : Do the Right Thing de Spike Lee : Buggin Out
- 1990 : The King of New York (King of New York) d'Abel Ferrara : Lance
- 1990 : Mo' Better Blues de Spike Lee : Left Hand Lacey (Piano)
- 1991 : Harley Davidson et l'Homme aux santiags (Harley Davidson and the Marlboro Man) : Jimmy Jiles
- 1991 : Night on Earth (Une nuit sur la Terre) de Jim Jarmusch : YoYo
- 1992 : Bob Roberts de Tim Robbins : John Raplin
- 1992 : Malcolm X de Spike Lee : Thomas Hayer
- 1993 : Amos et Andrew (Amos & Andrew) : Révérend Fenton Brunch
- 1994 : Fresh : Esteban
- 1994 : Benders : Jack
- 1995 : Kla$h : Stoney
- 1995 : Usual Suspects (The Usual Suspects) de Bryan Singer : Jack Baer, FBI
- 1995 : Smoke de Wayne Wang : un parieur, Tommy
- 1995 : Reckless : Host Tim Timko
- 1995 : The Keeper : Paul Lamont
- 1995 : Brooklyn Boogie (Blue in the Face) (Brooklyn Boogie) de Wayne Wang : Tommy Finelli
- 1995 : Où sont les hommes ? (Waiting to Exhale) : David Matthews
- 1996 : Loose Women : un styliste
- 1997 : The Maze : Henry Kunitz
- 1997 : The People : Anthony Rivera
- 1997 : Rien à perdre (Nothing to Lose) : Charlie Dunt
- 1997 : Trouble on the Corner : Darryl
- 1998 : La Machine magique de Charlie (Stardust) : M. Peavey
- 1998 : L'Heure magique (Twilight) : Reuben Escobar
- 1998 : Phoenix : Louie
- 1998 : Lulu on the Bridge : Black (scènes coupées, seulement dans la version DVD)
- 1998 : Un privé à L.A. (Where's Marlowe?) : l'homme aveugle
- 1999 : Big City Blues (en) : Georgie
- 2000 : Josephine : Spike
- 2001 : Monkeybone : Hypnos
- 2001 : Piñero (en) : Miguel Algarin
- 2001 : Ali : Cassius Clay, Sr.
- 2003 : Ash Tuesday (en) : Karl
- 2003 : Blind Horizon : J.C. Reynolds
- 2004 : Noise : Hank
- 2004 : A Killer Within : Vargas
- 2004 : Doing Hard Time (en) (vidéo) : Capitaine Pierce
- 2005 : I Will Avenge You, Iago! : Directeur
- 2005 : Back in the Day (vidéo) : Benson Cooper, le père de Reggie
- 2005 : Hate Crime (en) : l'inspecteur Esposito
- 2005 : Chupacabra Terror (vidéo) : Dr Peña
- 2005 : L'Impasse : De la rue au pouvoir (Carlito's Way: Rise to Power) (vidéo) : Little Jeff
- 2005 : Dérapage (Derailed) : l'inspecteur Franklin Church
- 2006 : Vacances sur ordonnance (Last Holiday) : Sénateur Dillings
- 2006 : Sherrybaby : l'inspecteur Hernandez
- 2007 : Feel the Noise : Roberto
- 2010 : Rabbit Hole : Auggie, le compagnon de Izzy, musicien
- 2011 : S.W.A.T.: Firefight : l'inspecteur Hollander
- 2012 : Alex Cross de Rob Cohen : Daramus Holiday
- 2014 : Poker Night : Bernard
- 2015 : Le Labyrinthe : La Terre brûlée (Maze Runner: The Scorch Trials) de Wes Ball : Jorge
- 2016 : Money Monster de Jodie Foster : le capitaine Marcus Powell
- 2016 : Le Livre de la jungle de Jon Favreau : Akela
- 2017 : Okja de Bong Joon-ho : Franck Dawson
- 2017 : The Show (en) de lui-même : Mason
- 2018 : Le Labyrinthe : Le Remède mortel de Wes Ball : Jorge
- 2019 : 64 minutes chrono (Line of Duty) de Steven C. Miller : Volk
- 2020 : Stargirl de Julia Hart : Archie Brubaker
- 2022 : The Long Home de James Franco : William Tell Oliver
- 2024 : Abigail de Tyler Gillett et Matt Bettinelli-Olpin : Lambert
- 2024 : Megalopolis de Francis Ford Coppola : Franklyn Cicero
- 2024 : MaXXXine de Ti West : Teddy Knight
- 2025 : Captain America: Brave New World de Julius Onah : Seth Voelker / Sidewinder
- 2025 : The Electric State d'Anthony et Joe Russo : Marshall (voix)

##### Films d'animation
- 2014 : Le Fils de Batman (Son of Batman) : Ra's al Ghul
- 2023 : Ninja Turtles: Teenage Years (Teenage Mutant Ninja Turtles: Mutant Mayhem) de Jeff Rowe et Kyler Spears : Baxter Stockman

#### Télévision

##### Séries télévisées
- 1981 : The Gentleman Bandit (en)
- 1982 : Haine et Passion (The Guiding Light)
- 1984 : Deux flics à Miami (Miami Vice) (Saison 1)
- 1985 : Go Tell It on the Mountain
- 1985 : Finnegan Begin Again (en)
- 1986 : Rockabye : Marcus
- 1986 : Roanoak : Simon Fernandes
- 1993 : Relentless: Mind of a Killer : Arthur Sistrunk
- 1993 : American Experience : Dr Kenneth Clark
- 1993 : Bakersfield P.D. (Bakersfield, P.D.) : Détective Paul Gigante
- 1996 : The Tomorrow Man : Jonathan Driscoll
- 1997 : Five Desperate Hours : Joseph Grange
- 1998 : Créature (Creature) : Lieutenant Thomas Peniston / Werewolf
- 1998 : Naked City: Justice with a Bullet (en) : Chaz Villanueva
- 1998 : Parasite mortel (Thirst) : Dr Lawrence Carver
- 1998 : Homicide (Homicide: Life on the Street) : Agent Mike Giardello (1998-1999)
- 2000 : Homicide: The Movie (en) : Officier Mike Giardello
- 2000 : The Street (The $treet) : Tom Divack
- 2002 : Girls Club (en) : Nicholas Hahn
- 2002 : The Practice : Bobby Donnell et Associés : Saison 6, épisode 13 "Meurtre par nécessité" : Ray McMurphy
- 2004 : NYPD 2069
- 2004 : 5 jours pour survivre (5ive Days to Midnight) : Tim Sanders
- 2006 : Ghost Whisperer : Ely Fisher (Saison 1, épisode 19)
- 2006 : Les Experts : Miami : Chef Braga (Saison 5, épisode 1)
- 2006 : Las Vegas : Reggie Archibald (Saison 4, épisode 8)
- 2006 : Bones : Richard Benoit (Saison 1, épisode 19)
- 2008-2011 : Breaking Bad : Gustavo « Gus » Fring (25 épisodes, saisons 2 à 4)
- 2010 : Lie to Me : Bo (saison 2, épisode 22)
- 2010 : Leverage : Alexander Moto (saison 3, épisode 4)
- 2011-2017 : Once Upon a Time : Sidney Glass / Génie / Miroir magique (14 épisodes saisons 1 et 3 à 6)
- 2012-2013 : Community : Gilbert Lawson (saison 3, épisode 20 et saison 4, épisode 2)
- 2012-2014 : Revolution : le capitaine Tom Neville (42 épisodes)
- 2016-2017 : The Get Down : Pasteur Ramon Cruz, le père de Mylene (10 épisodes)
- 2017 : Rebel : Charles Gold
- 2017-2019 : Dear White People : le narrateur (23 épisodes)
- 2017-2022 : Better Call Saul : Gustavo "Gus" Fring (38 épisodes)
- 2018 : Dallas & Robo (en) : Victor Goldsmith
- 2018 : Westworld : El lazo (saison 2, épisode 2)
- 2019 : Creepshow : Doc (saison 1, épisode 1)
- 2019 : Jett : Charlie Baudelaire (9 épisodes)
- 2019-2023 : The Mandalorian : Moff Gideon (9 épisodes)
- Depuis 2019 : The Boys : Stan Edgar (9 épisodes - en cours)
- Depuis 2019 : Godfather of Harlem : Adam Clayton Powell Jr. (17 épisodes - en cours)
- Depuis 2023 : Kaleidoscope : Leo Pap (Ray Vernon) (8 épisodes)
- 2024 : The Gentlemen : Stanley Johnston
- 2025 : La Résidence : A.B. Wynter
- 2025 : Poker Face : Fred Finch (saison 2, épisode 2)

##### Séries d'animation
- depuis 2019 : Harley Quinn : Lex Luthor (11 épisodes - en cours)
- 2020-2021 : La Bande à Picsou (Ducktales) : Le Fantôme noir (3 épisodes)
- 2022 : Cyberpunk: Edgerunners : Faraday (version anglophone, 10 épisodes)

#### Jeux vidéo
- 2014 : Destiny : le narrateur
- 2014 : Payday 2 : le Dentiste
- 2021 : Far Cry 6 : Anton Castillo

#### Fiction audio
- 2023 : Far Cry: Rise of the Revolution : Anton Castillo

#### Musique
- 1996 : California, clip de Mylène Farmer : le mari / le proxénète

### Producteur
- 1995 : The Keeper
- 2008 : Gospel Hill

### Réalisateur
- 2008 : Gospel Hill
- 2017 : The Show (en)

## Distinctions

### Récompenses
- Critics' Choice Television Award du meilleur acteur dans un second rôle dans une série télévisée dramatique pour la série Breaking Bad en 2012.

### Nominations
- 2012 : Meilleur acteur dans un second rôle dans une série dramatique aux Emmy Awards pour Breaking Bad.

## Voix francophones
En version française, Giancarlo Esposito est dans un premier temps doublé par William Coryn dans Taps, Med Hondo dans Do the Right Thing, Stefan Godin dans Harley Davidson et l'Homme aux santiags et Michel Mella dans Bob Roberts. À partir du film Usual Suspects sorti en 1995, Thierry Desroses devient sa voix régulière, le retrouvant par la suite dans Smoke, Breaking Bad, Once Upon a Time, la trilogie Le Labyrinthe, Money Monster, The Get Down, Better Call Saul, Okja ou encore The Boys.
Parmi ses autres voix régulières, Giancarlo Esposito est également doublé à quatre reprises chacun entre la fin des années 1990 et celle des années 2000 par Jean-Louis Faure dans The Street South Beach, Kidnapped et Lie to Me, ainsi que par Jérôme Rebbot dans Phoenix, Homicide, Les Anges du bonheur et Les Experts : Miami. Le doublant une première fois en 1998 dans L'Heure magique, Serge Faliu le double de manière régulière à partir de 2019, étant sa voix dans The Mandalorian, Godfather of Harlem et Stargirl.
Giancarlo Esposito est également doublé à deux reprises par Lucien Jean-Baptiste dans The Practice : Donnell et Associés et Back in the Day, par Gilles Morvan dans Revolution et Allegiance, ainsi que par Pascal Légitimus dans Vacances sur ordonnances et Jett (en). Après l'avoir doublé dans New York, police judiciaire en 2004, Jean-Paul Pitolin retrouve l'acteur en 2025 dans la mini-série La Résidence. Enfin, il est doublé à titre exceptionnel par Greg Germain dans Rien à perdre, Bernard Bollet dans New York, cour de justice, Lionel Henry dans Ghost Whisperer, Jean-Yves Chatelais dans Dérapage, Michel Vigné dans Westworld et Nicolas Justamon dans Dear White People.